# Erich Tilgenkamp
Erich Tilgenkamp (ur. 18 kwietnia 1898, zm. 8 sierpnia 1966) – szwajcarski pilot.

## Życiorys
Erich Tilgenkamp posiadał tytuł doktora nauk ekonomicznych. W latach 1934–1938 brał udział w zawodach o Puchar Gordona Bennetta. Od 1939- 40 pełnił funkcję pierwszego dyrektora Hallenstadion w Zurychu. Podczas II wojny światowej napisał kilkutomowe opracowanie Schweizer Luftfahrt. Od 1925 roku do śmierci był członkiem Ballongruppe Zürich, a przez 11 lat pełnił funkcję przewodniczącego.

## Publikacje
- Auf 16000 Meter 1933[1]
- Flieger am Werk 1935[1]
- Schweizer Luftfahrt 1941-1943[1]
- Gut Land!: Ein Schaubuch vom Ballonfliegen
- Reisen in ungewöhnliche Räume 1956 Wydanie w języku polskim Zdobycie stratosfery 1960[6]